# Bulbo raquidiano
Bulbo raquidiano, medula oblongata, medula oblonga ou simplesmente bulbo é a porção inferior do tronco encefálico, juntamente com outros órgãos como o mesencéfalo e a ponte, que estabelece comunicação entre o cérebro e a medula espinhal. A forma do bulbo lembra um cone cortado, no qual a substância branca é externa e a cinzenta, interna. É um órgão condutor de impulsos nervosos.
Relaciona-se também com funções vitais como a respiração, os batimentos do coração e a pressão arterial; e com alguns tipos de reflexos, como mastigação, movimentos peristálticos, fala, piscar de olhos, secreção lacrimal e vômito (mais específico da área postrema). Uma pancada nesta área ou sua compressão por parte do cerebelo, que se encontra posterior a ela, pode causar morte instantânea, pois paralisa os movimentos respiratórios e cardíacos.

## Funções
Controla funções autônomas e retransmite sinais entre o cérebro e a medula espinhal. Também é responsável por controlar diversas funções autonômicas para o corpo:
- Respiração (via grupo respiratório dorsal e grupo respiratório ventral);
- Pressão sanguínea;
- Frequência cardíaca;
- Ato reflexo;
- Vômito.

## Estrutura
O bulbo apresenta uma porção fechada, mais caudal, que contém o canal central contínuo com o da medula espinhal e uma porção aberta, que é rostral, na qual o canal central se expande como quarto ventrículo.
Limites:
- Inferiormente, pelo plano horizontal que intersecta as radículas mais proximais do primeiro par de nervos raquidianos;
- Superiormente, pelo sulco bulbopontino;
- Anteriormente, pela porção basilar do osso occipital e pela apófise odontoide do áxis;
- Posteriormente, pelo cerebelo.

Apresenta cerca de 3 cm de comprimento, 2 cm de largura na sua porção mais larga e 1,3 cm de espessura.
Principais modificações do bolbo em relação à medula espinhal:
1. Abertura do canal central com surgimento do quarto ventrículo – o bolbo raquidiano apresenta uma porção aberta e outra fechada;
2. Desaparecimento da forma de H da substância cinzenta rodeada por matéria branca e surgimento dos núcleos próprios do qual se destaca o núcleo olivar inferior;
3. Decussação das pirâmides e do lemnisco medial – cruzamento de fibras. Deste modo ocorre a decapitação dos cornos anterior e posterior respectivamente.
4. Grande abundância de formação reticular.

Nota: O SNC possui duas grandes vias de transporte de aferências:
- Sistema epícrítico – discriminatório e desenvolveu-se numa fase posterior;
- Sistema protopático – mais antigo e rudimentar. Formação reticular relaciona-se muito com este sistema.

### Sulcos Longitudinais
Os sulcos longitudinais da medula continuam-se no bolbo. Deste modo, estes dividem a superfície do bolbo caudal e parte da rostral numa série de colunas.
A fissura mediana anterior é interrompida inferiormente pela decussação das pirâmides, na junção entre o tronco cerebral e a medula espinhal, mas depois continua-se rostralmente até à protuberância, separando as duas pirâmides do bolbo raquidiano.
O sulco anterolateral marca o limite posterior da pirâmide. As radículas do nervo hipoglosso emergem deste sulco, principalmente no bolbo raquidiano rostral.
No bulbo, porção rostral, a coluna posterior alarga, formando um núcleo posterior a este sulco anterolateral e portanto, ao qual anteriormente saem as radículas do nervo hipoglosso e que se denomina oliva.
As radículas dos nervos glossofaríngeos, nervos vagos e nervos acessórios, emergem posteriormente à oliva, no sulco que a delimita posteriormente e que se designa sulco posterolateral da oliva.
O sulco posterolateral também se continua no bolbo raquidiano. A área localizada entre estes dois sulcos posterolaterais – o olivar e o que é contínuo com a medula espinhal – é o núcleo cinero por onde passa o tracto espinhal do nervo trigémio (que é a continuação do tracto dorsolateral da medula espinhal).
A coluna posterior também se continua no bolbo, estando o fascículo cuneado adjacente ao sulco posterolateral e estendendo-se rostralmente para o tubérculo cuneado, que marca o local do núcleo cuneado e, o fascículo gracilis, adjacente à linha média e que se estende rostralmente de modo similar para o tubérculo gracilis, que representa o núcleo gracilis.

### Porção caudal do bulbo raquidiano
Estende-se desde a decussação das pirâmides até ao ponto de união dos dois troncos cerebelares inferiores onde o canal central se expande (óbex).
- O feixe dorsolateral continua-se como feixe espinhal do núcleo do nervo trigémio e a substância gelatinosa continua-se como núcleo do nervo trigémio.
- Os fascículos gracilis e cuneado continuam no bolbo mas são gradualmente substituídos pelos seus núcleos. O núcleo cuneado começa e termina um pouco mais rostralmente ao núcleo gracilis. As fibras pós-sinápticas destes núcleos dirigem-se depois ventralmente cruzando a linha media para formar o lemnisco medial contralateral. Esta decussação de fibras faz parte do conjunto das fibras arciformes internas e é por vezes apelidada de decussação sensitiva. Lateralmente ao núcleo cuneado e embebido no seu fascículo está o núcleo cuneado lateral ou externo.
- As pirâmides, proeminentes, e a decussação das pirâmides estão localizadas anteriormente no bolbo caudal. Cada pirâmide consiste em fibras corticoespinhais que se originam ipsilateralmente no córtex cerebral e vão sinaptizar no corno anterior contralateral da medula espinhal.
- Grande parte da área atravessada por fibras arciformes é a designada formação reticular, que parece uma substância amorfa – no entanto esta estrutura é organizada o que se pode constatar através da microscopia.

### Porção rostral do bulbo raquidiano
Estende-se desde a abertura do canal central até à parede rostral onde os pedúnculos cerebelares inferiores entram posteriormente no cerebelo. Nesta porção do bolbo, existe então dorsalmente parte do quarto ventrículo.
- A porção mais rostral (final) do bulbo caudal é quase coincidente com o início caudal do núcleo olivar inferior – estrutura proeminente que formará a oliva, já anteriormente referida. O pedúnculo cerebelar inferior está localizado dorsolateralmente a esta estrutura. As fibras deste núcleo olivar inferior, saem pelo seu hilo, cruzam a linha média e vão para o pedúnculo cerebelar inferior contralateral – estas fibras também fazem parte do conjunto das fibras arciformes internas.
- Medialmente ao núcleo olivar inferior está o lemnisco medial, e anteriormente a este está a pirâmide. As fibras do nervo hipoglosso emergem aqui no sulco anterolateral. Posteriormente ao lemnisco medial, junto ao pavimento do quarto ventrículo, estão presentes fibras que podem ser seguidas em todo o seu percurso até ao mesencéfalo e que são o fascículo longitudinal medial, de importância extrema na coordenação da cabeça com o movimento dos olhos.
- Os tractos espinhotalâmicos permanecem na mesma posição relativa, estando por isso localizados na porção anterolateral do tegmento. As fibras do tracto espinhocerebeloso anterior continuam junto aos tractos espinhotalâmicos enquanto que as fibras do tracto espinhocerebeloso posterior entram no pedúnculo cerebelar inferior (para mais informações sobre tractos consultar medula espinhal).